# 外転神経
外転神経（がいてんしんけい、英語: abducens nerve）は12対ある脳神経の一つであり、第Ⅵ脳神経とも呼ばれる。橋から出て外側直筋を支配する。外側直筋が収縮すると眼球は外側を見るように動く。

## 解剖

橋下部の横断面。外転神経核は顔面神経の線維束に囲まれた位置にある。

外転神経核は菱形窩の中ほど、つまり橋の後面にある顔面神経丘の中に入っている。顔面神経丘は外転神経核による隆起を顔面神経運動核から出た線維束が取り巻いている場所なのでこの名がある。ここから出た外転神経の線維は橋を貫いて前方に向かい、橋と延髄の境目から出る。外転神経は海綿静脈洞を通って上眼窩裂から眼窩に出て、外側直筋に入る。

## 機能
外転神経は外側直筋を収縮させ、眼球を外側に向かって水平に動かす（これを眼球の外転という）。眼球の運動に関わる神経は、ほかに動眼神経、滑車神経がある。

## 異常所見
外転神経が麻痺すると、眼球は外転ができなくなり、正常よりも内側を向くようになる。すると両眼の視線が見たい物の場所で交わらなくなり、複視（物が二つに見えること）が現れる。外転神経の麻痺は脳底の動脈瘤、腫瘍、髄膜血管梅毒、糖尿病、外傷などで起こり、眼筋麻痺の中でもっとも頻度が高い。これは他の外眼筋を支配する動眼神経核と滑車神経核が中脳に存在するのに対し、外転神経核が橋の最尾側（延髄との境界近く）に存在するため、眼筋までの末梢線維が走行する距離が最も長く、障害されやすいからである。髄膜炎などで頭蓋内圧が亢進したときも、外転神経が圧迫されて麻痺することがある。外転神経麻痺に顔面神経麻痺が合併した場合、顔面神経丘の近くに病変があり、外転神経核と顔面神経の両方が傷ついたらしいとわかる。